# Capis curvata
Capis curvata är en fjärilsart som beskrevs av Augustus Radcliffe Grote 1882. Capis curvata ingår i släktet Capis och familjen nattflyn. Inga underarter finns listade i Catalogue of Life.